# Frasco (音楽ユニット)
Frasco（フラスコ）は日本のメタポップ・プロジェクト。「マジックリアリズム」をコンセプトとしたポップミュージックの制作を行い、自身の作品リリース以外にもCM音楽やイベントのBGM制作等、楽曲提供も行う。2015年5月に結成。東京都内を中心に活動している。

## 概要
2015年5月、共通の知人を介しての飲み会でタカノがアサラトを演奏していたところ峰と意気投合、その後音楽ユニットを結成する流れとなった。フラスコという「容器」の中に音楽や仲間といった様々なものを詰め込んで化学反応が起こせるように、というコンセプトからバンド名が命名された。
当初はCDをリリースしていたが、「配信のほうが現代にマッチしている」ことから配信リリースへ切り替えている。2018年、「短いスパンで10曲連続配信リリースする。1曲ずつのリリースはシングルのようだが、プロジェクト全体としてみるとアルバムのようなもの」ということから「シンバム」と称したコンセプトを展開している。

## メンバー
- タカノシンヤ(曲・企画)

- 峰らる(歌・デザイン)

チームメンバー
- Kentaro Nagata(エンジニア)

- Naz Chris(キュレーター)

- 代田栄介(yorocine..映像ディレクター)

- 米村俊(yorocine...アートディレクター)

- Sota Suzuki(VJ)

- 大江よう(衣料部...ＴＥＸＴ)

- りんな(マイクロソフト...AI)

## 略歴
- 2015年5月 結成
- 2015年11月 「J-Wave 坂本龍一 RADIO SAKAMOTO デモテープオーディションコーナー」で“Sleepwalking”がオンエア[3]
- 2016年3月 「J-Wave 坂本龍一 RADIO SAKAMOTO デモテープオーディションコーナー」で“Bromance”がオンエア[4]
- 2016年5月 「J-Wave 坂本龍一 RADIO SAKAMOTO デモテープオーディションコーナー」で“Poolside 25M”がオンエア[5]
- 2016年11月 AR三兄弟プロデュース「星にタッチパネル劇場」の効果音と主題歌を制作[6]
- 2017年10月 JAL×イオン 提携10周年 キャンペーンCMの楽曲提供[7]
- 2018年2月 連続配信プロジェクト”シンバム”REMスタート[8]
- 2018年4月 キユーピー『サラダクラブ』インスタグラム広告のBGM制作[9]
- 2018年6月 「タカミスキンピール」CMのBGM制作と一部ナレーションを担当[10]
- 2018年6月 NHK for School 「ほうかごソングス」に楽曲 “雨とダンシング” を提供[11][12]
- 2018年9月 小説のエンディングソングをつくるプロジェクト『奇跡と退屈』に楽曲「Dessin」提供[13]
- 2018年11月 日経「START UP X」のOPテーマ制作[14]
- 2018年11月 六本木ヒルズウエストウォークイルミネーションの音楽を担当[15]
- 2019年１月 二面性プロジェクト開始
- 2019年3月 「うんこミュージアム YOKOHAMA」テーマソングを担当
- 2019年3月 「Viewtiful」MVが第22回 文化庁メディア芸術祭 エンターテインメント部門 審査委員会推薦作品に選出

## ディスコグラフィー

### 配信リリース
| タイトル                                 | 配信日         | レーベル     | 備考               |
| ---------------------------------------- | -------------- | ------------ | ------------------ |
| Theatre                                  | 2017年1月18日  | PLAY RECORDS | 初配信作品         |
| Dance                                    | 2017年3月9日   | PLAY RECORDS |                    |
| PEA                                      | 2017年4月13日  | PLAY RECORDS |                    |
| Irritation                               | 2017年5月11日  | PLAY RECORDS |                    |
| Higher than U.D.T(feat.ゲーカーナトゥミ) | 2017年9月5日   | PLAY RECORDS |                    |
| Viewtiful                                | 2017年11月8日  | PLAY RECORDS |                    |
| Sleepwalking                             | 2018年2月7日   | PLAY RECORDS | シンバム”REM”      |
| Dramatic                                 | 2018年2月21日  | PLAY RECORDS | シンバム”REM”      |
| Position                                 | 2018年3月7日   | PLAY RECORDS | シンバム”REM”      |
| Folding chair                            | 2018年3月21日  | PLAY RECORDS | シンバム”REM”      |
| Ticket gate                              | 2018年4月4日   | PLAY RECORDS | シンバム”REM”      |
| Love song                                | 2018年4月18日  | PLAY RECORDS | シンバム”REM”      |
| Imitation crab                           | 2018年5月2日   | PLAY RECORDS | シンバム”REM”      |
| Dream                                    | 2018年5月16日  | PLAY RECORDS | シンバム”REM”      |
| Caffeine                                 | 2018年5月30日  | PLAY RECORDS | シンバム”REM”      |
| Okiru                                    | 2018年6月13日  | PLAY RECORDS | シンバム”REM”      |
| My summer Your summer                    | 2018年8月15日  | PLAY RECORDS |                    |
| Dessin                                   | 2018年9月26日  | 奇跡と退屈   |                    |
| Era                                      | 2018年10月17日 | PLAY RECORDS |                    |
| MDC                                      | 2018年12月12日 | PLAY RECORDS | 2曲入りEP          |
| Tatemae                                  | 2019年1月16日  | PLAY RECORDS | 二面性プロジェクト |
| Reality                                  | 2019年2月13日  | PLAY RECORDS | 二面性プロジェクト |
| Public                                   | 2019年3月13日  | PLAY RECORDS | 二面性プロジェクト |

### CD
| タイトル  | 発売日        | レーベル         | 備考     |
| --------- | ------------- | ---------------- | -------- |
| Contact   | 2017年6月14日 | Toro Toro Sounds | 初EP作品 |
| Viewtiful | 2017年11月8日 | Toro Toro Sounds |          |

### レコード
| タイトル          | 発売日        | レーベル             | 備考                                                |
| ----------------- | ------------- | -------------------- | --------------------------------------------------- |
| Theatre           | 2018年11月3日 | Kissing Fish Records | 配信シングルのアナログ７インチ化 B面に須永辰緒Remix |
| Tatemae / Honne   | 2019年1月23日 | Kissing Fish Records | OMOTE:Tatemae URA:Honne                             |
| Romance / Reality | 2019年2月20日 | Kissing Fish Records | OMOTE:Romance URA:Reality                           |
| Public / Private  | 2019年3月20日 | Kissing Fish Records | OMOTE:Public URA:Private                            |

### ミュージックビデオ
| 監督                                     | 曲名                  |
| ---------------------------------------- | --------------------- |
| yorocine [Eisuke Shirota, Shun Yonemura] | Viewtiful             |
| 峰らる                                   | PEA                   |
| 峰らる                                   | My summer Your summer |
| 峰らる                                   | Era                   |

## CM / 楽曲提供 等
- 六本木ヒルズ「星にタッチパネル劇場」主題歌、効果音、BGM
- JAL×イオン 提携10周年 キャンペーンCM[7]
- キユーピー「サラダクラブ」[9]
- 「タカミスキンピール」CM[10]
- NHK for School 「ほうかごソングス」 楽曲 “雨とダンシング” [11][12]
- 「奇跡と退屈」 楽曲”Dessin”[13]
- 日経「STARTUP X」OPテーマ[14]
- 六本木ヒルズ イルミネーション テーマソング「MDC」「MDC -atm-」[27]